# 梅登城堡 (多塞特郡)
梅登城堡（Maiden Castle）是一座位於英國多塞特郡郡治多爾切斯特西南2.5（1.6英里）的一座鐵器時代丘堡。 其名稱（Maiden，即“少女”或“未攻破的”）可能是有後來人因為其看似易守難攻而起，但也有可能是出自古布立吞語“mai-dun”，意即“大山丘”。
早期的考古學證據顯示，此地在新石器時代就已經有了土石建築和墳塚。在大約公元前1800年的青銅時代時，此地曾被當做農田，不過後來被廢棄。梅登城堡建築於公元前600年左右，早期規模很小，佔地面積大約為6.4公頃（16英畝）。在大約公元前400年時，主要擴建工程開始，梅登城堡的面積增大到19公頃（47英畝），使得其成爲了英國最大的山丘堡壘。同時，因為新建了城牆和壕溝而使得其防禦更加堅固。在大約300年後，梅登城堡開始衰敗，西部被棄用。羅馬時代被佔據，屬於凱爾特人支系杜羅特里吉人的領土範圍內。
在1世紀羅馬征服不列顛後，雖然羅馬人在此有一些駐軍，梅登城堡依舊開始被廢棄。在4世紀末期，梅登城堡內建造了一座廟宇。6世紀時已經完全被廢棄了，整個中世紀梅登城堡所在地都被用作農業生產。
梅登城堡為約翰·艾爾蘭、托馬斯·哈代及約翰·考珀·波伊斯（John Cowper Powys）的創作提供了靈感。19世紀因為考古學家奥古斯都·皮特·里弗斯的工作而使得其相關研究開始出現。1930年代，考古學家莫蒂默·惠勒對此地開始首次發掘，使其全貌得以呈現，此时留学英国的中国考古学家夏鼐、吴金鼎也在这里在惠勒的指導下参与其中。後來又有別的考古學家對其進行了進一步的發掘和修復工作，今天此地已經是英格蘭遺產在列的在册古迹。

## 擴展閱讀
- Wheeler, Mortimer, , John Johnson for the Society of Antiquaries, 1943

## 外部連結
- Maiden Castle site page Archive-It的存檔，存档日期2008-02-10 from English Heritage （页面存档备份，存于）
- Photos of Maiden Castle and surrounding area at geograph （页面存档备份，存于）